# Мартьяново (Серпуховский район)
Мартьяново — деревня в Серпуховском районе Московской области. Входит в состав Данковского сельского поселения (до 29 ноября 2006 года входила в состав Арнеевского сельского округа).

## Население
| 2002 | 2006 | 2010 |
| ---- | ---- | ---- |
| 34   | ↘11  | ↗31  |

## География
Мартьяново расположено примерно в 13 км (по шоссе) на северо-восток от Серпухова, на левом берегу реки Речма (левый приток Оки), высота центра деревни над уровнем моря — 157 м.

## Современное состояние
На 2016 год в деревне зарегистрировано 3 улицы, 2 проезда и 2 садовых товарищества. Мартьяново связано автобусным сообщением с райцентром и соседними населёнными пунктами.